# مرادآباد (دره‌شهر)
مرادآباد (دره‌شهر)، روستایی از توابع بخش مرکزی شهرستان دره‌شهر در استان ایلام ایران است.
بنیان گذاز این منطقه بزرگ مردی از ایل دیرکوند مرادعلی خان نیازی می باشد.
از جاذبه های دیدنی این منطقه می‌توان به آبشار هفت آسیاب و  لیت انار اشاره کرد.
معرفی مرادعلی نیازی
معرفی کامل مرحوم مرادعلی نیازی (مراعلی)
کدخدای ایل، سیاست‌مدار بی‌ادعا، صیاد دلیر، و پناه مردم
مرحوم مرادعلی نیازی، که در زبان محلی با احترام «مراعلی» صدایش می‌کردند، یکی از چهره‌های برجسته و فراموش‌نشدنی تاریخ شفاهی منطقه‌ی مرادآباد، دره‌شهر، و سیمره قدیم بود. او از ایل بزرگ و اصیل بالاگریوه و شاخه‌ی شریف دیرکوند بود و پیش از اسکان عشایر، زندگی ایلی و کوچ‌نشینی را با وقار و شکوه اداره می‌کرد.
محل زندگی و نفوذ محلی
مراعلی پیش از اسکان در منطقه‌ای به نام هفت‌آسیاب سکونت داشت؛ مکانی که در دل طبیعت بکر و نزدیک رودخانه‌ی سیمره جای گرفته بود. او صاحب گله‌های بزرگ گوسفند و بز بود و در کوچ‌های سنتی، خانواده‌ها و بستگان فراوانی با او همراهی می‌کردند. حضور او همیشه مایه‌ی امنیت و برکت برای اطرافیانش بود.
شخصیت و منش
مرادعلی مردی با هوش سیاسی بالا، اخلاق نیکو، و منش اشرافی بود. با وجود اینکه از احترام و نفوذ فراوان برخوردار بود، هیچ‌گاه از کارهای نیک و افتخاراتش سخن نمی‌گفت. این تواضع عمیق، یکی از نشانه‌های اصالت درونی او بود.
مهم‌ترین ویژگی شخصیتی‌اش، مهمان‌نوازی بود؛ به‌گونه‌ای که هر کس حتی یک شب در خانه‌اش مانده بود، تا آخر عمر از بزرگواری‌اش یاد می‌کرد. با آنکه از ثروت نسبی برخوردار بود، مردمی و خاکی بود و به هیچ‌وجه اهل تفاخر یا تحقیر دیگران نبود.
دلاوری در شکار و دفاع از جان مردم
در یکی از ماجراهای به‌یادماندنی، زمانی که مردی در بیشه‌زارهای منطقه‌ی خنوزار (در مرز ایلام و لرستان، کنار رود سیمره) گرفتار یک پلنگ درنده شده بود، صدای فریاد کمک او از آن سوی رود به گوش مراعلی می‌رسد. او به‌سرعت با دوربین محل را شناسایی می‌کند، اسلحه‌ی ده‌تیر آمریکایی‌اش را طلب می‌کند، و با یک تیر هوایی هوشمندانه پلنگ را منحرف می‌سازد، سپس با تیری دقیق به گردن حیوان، جان مرد را نجات می‌دهد. این ماجرا که هنوز در حافظه‌ی محلی زنده است، نماد شهامت و تسلط بی‌نظیر او در لحظات بحرانی بود.
روابط سیاسی و احترام اجتماعی
خان بزرگ منطقه‌ی دره‌شهر، به‌دلیل احترام فراوان به مراعلی، پیشنهاد می‌دهد که او به دره‌شهر کوچ کند و در ازای آن، تمام زمین‌های کشاورزی از شرق دره‌شهر تا مرادآباد را به او واگذار می‌کند. مراعلی اما با روحیه‌ای جمع‌گرا پاسخ می‌دهد:
«من تنها نمی‌آیم، مگر اینکه تمام بستگان، برادران و هم‌طایفه‌ای‌هایم هم همراه باشند.» خان با این شرط موافقت می‌کند، اما به دلایل نامعلومی، این جابه‌جایی هرگز انجام نمی‌شود.
جایگاه در تاریخ
با همه این بزرگی و تأثیرگذاری، متأسفانه نام مرحوم مراعلی در تاریخ رسمی منطقه سیمره و دره‌شهر آن‌طور که باید و شاید ثبت نشده است. این بی‌عدالتی تاریخی نشان می‌دهد که گنجینه‌های فرهنگی ما گاهی در سکوت فراموش می‌شوند

## جمعیت
این روستا در دهستان ارمو قرار دارد و براساس سرشماری مرکز آمار ایران در سال ۱۳۸۵، جمعیت آن ۱۲۰ نفر (۲۲خانوار) بوده‌است.